# Marondera
Marondera (do 1982. Marandellas) grad je u zimbabveanskoj pokrajini Mashonaland East. Nalazi se 70 km istočno od Hararea, na preko 1600 mnm. Osnovana 1890. godine kao Marandella's Kraal, Marondera je bila jedno od prvih središta bijelog stanovništva u nekadašnjoj Južnoj Rodeziji. Do 2000. i Mugabeove "redistribucije" poljoprivrednog zemljišta bila je među najznačajnijim proizvođačima drva, duhana, kukuruza, govedine te mlijeka i mliječnih proizvoda.
Ime "Marondera" potječe od poglavice naroda Barozwi s kraja 19. stoljeća. Naselje se 1896. godine, nakon što je uništeno u pobuni naroda Shona, preselilo 6 km sjevernije na prugu Salisbury-Beira. Status grada ima od 1943. godine.
Tijekom Drugog Burskog rata Marondera je bila postaja za vojne operacije britanske vojske. U Drugom svjetskom ratu prihvatila je veliki broj Poljaka izbjeglih pred okupacijom domovine.
Marondera je 2002. imala 51.847 stanovnika, čime je bila 10. po veličini grad Zimbabvea.